# 도요카와촌 (아키타현 센보쿠군)
도요카와촌(豊川村)은 아키타현 센보쿠군에 설치되었던 촌이다.